# وديع عقل
وديع بن شديد بن بشارة فاضل عقل (15 فبراير 1882 - 5 يوليو 1933) هو صحفي وشاعر وكاتب لبناني. أظهر نشاطا ملموسا في كثير من ميادين الأدب، ومارس التعليم مدة ثم اشترك في تحرير بعض الصحف، وانتخب رئيس المجمع العلمي اللبناني كما انتخب نائبا في المجلس التمثيلي اللبناني عن جبل لبنان. وانتخب نقيب الصحافة اللبنانية مرتين في 1925 وفي 1928. شعره ونثره يتصفان بالمتانة والسهولة و الدقّة.

## النشأة والمسيرة
ولد في معلّقة الدامور لشديد عقل ومدول سلهب عون درس وتخرج من مدرسة الحكمة في بيروت. واستقر في بيروت واشتغل في التعليم لسبع سنوات وشارك مع آخرين في إصدار جريدة "الوطن" ثم جريدة "الراصد". وانتخب في 1924 أو 1925 وفي 1928 نقيبا للصحافة، ورئيسا للمجمع العلمي اللبناني إلى حين فضّه في 1930. وعمل لمدة قصيرة نائبا في المجلس التمثيلي اللبناني عن جبل لبنان. كتب أربع مسرحيات هي "استشهاد القديس توماس باكيت" و"فرنسجتوريكس" و"اللبناني المهاجر" و"مغارة اللصوص" وكتب "أوضح بيان لزراعة التبغ في لبنان" و"الخيل وفرسانها و"شرح لرسالة الغفران" والذي لم ينشر بعد. وقد كتب مقدمات عديدة لدواوين الناشئين من الشعراء. وله ديوان شعر نشر في 1940 بعد وفاته اسمه "ديوان وديع عقل". شعره ونثره يتصفان بالمتانة والسهولة و الدقّة.

## شعره
قال في قصيدة تحت عنوان •لبنان•:
| روحي فدى الجبل الذي لا أرتضي |  | أن يدفنواْ عظمي بغير ظلاله |
| لا أظل يلمَسُني بليل نسيمه     |  | و أبيت يؤنسني خرير زلاله  |
| وطنٌ قنعت به، ولو عبث الردى،  |  | بأسُودِهِ، وقضى على أشباله   |
| أحببته، ودياره مأنوشة        |  | وأحبه في وحشة من آلِهِ      |
| وإذا عفَتِ الدياّر فلا أرى      |  | مغْنًى أحبّ إليَّ من أطلاله    |

## أعماله

### شعر
- ديوان وديع عقل، بيروت، 1940

### مسرحيات
- استشهاد القديس توماس باكيت، المطبعة اللبنانية، بعبدا 1905
- فرنسجتوريكس
- اللبناني المهاجر
- مغارة اللصوص

### أخرى
- أوضح بيان لزراعة التبغ في لبنان
- الخيل وفرسانها
- شرح لرسالة الغفران (غير منشور)